# Quận Contra Costa, California
Quận Contra Costa (tiếng Tây Ban Nha: Đối diện với Bờ biển) là một quận của tiểu bang California, ở Khu vực vịnh San Francisco. Theo điều tra dân số Hoa Kỳ năm 2000, quận này có dân số 948.816 người. Quận lỵ làMartinez.

## Các thành phố và thị trấn

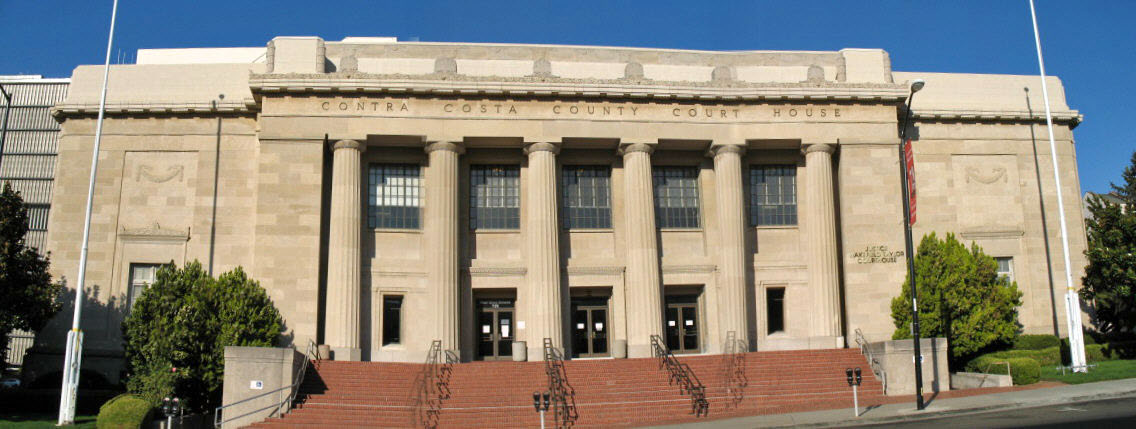
Tòa án Martinez, California

| Tây Những nơi đã hợp nhất - El Cerrito - Hercules - Pinole - Richmond - San Pablo Những nơi chưa hợp nhất - Bayview-Montalvin - Crockett - East Richmond Heights - El Sobrante - Kensington - North Richmond - Port Costa - Rodeo - Rollingwood - Tara Hills | Trung Những nơi đã hợp nhất - Clayton - Concord - Danville - Lafayette - Martinez - Moraga - Orinda - Pleasant Hill - San Ramon - Walnut Creek Những nơi chưa hợp nhất - Alamo - Blackhawk-Camino Tassajara - Canyon - Clyde - Diablo - Mountain View - Pacheco - Vine Hill - Waldon | Đông Những nơi đã hợp nhất - Antioch - Brentwood - Oakley - Pittsburg Những nơi chưa hợp nhất - Bay Point - Bethel Island - Byron - Discovery Bay - Knightsen |